# Beyond Zork
Beyond Zork: The Coconut of Quendor est un jeu vidéo de fiction interactive développé et publié par Infocom à partir de 1987 sur Atari ST, Commodore 128, IBM PC, Apple II et Apple Macintosh.
C’est un des derniers épisodes de la série Zork à être réellement développé par Infocom, les suivants ayant été créés après la dissolution du studio par Activision. Le jeu se distingue de ses prédécesseurs en affichant une carte à l’écran et en introduisant des éléments de jeu de rôle comme les caractéristiques et les niveaux des personnages et un système de combat.
Le jeu est plutôt bien reçu par la presse spécialisée qui met notamment en avant sa combinaison entre fiction interactive et jeu de rôle,,,. Le jeu s'est vendu à plus de 45 000 exemplaires sur la période 1987-1988, et est un des derniers succès d'Infocom.